# 1. HMNL 2013./14.
1.HMNL 2013./14. je dvadeset i treća sezona najvišeg ranga hrvatskog malonogometnog prvenstva uz sudjelovanje 11 momčadi. Prvak je prvi put postala momčad Alumnusa iz Zagreba.

## Sustav natjecanja
Prvenstvo je odigrano u dva dijela: ligaškom i doigravanju. 

U ligaškom dijelu je sudjelovalo 11 momčadi koje su odigrale dvokružnim sustavom (22 kola, 20 utakmica po momčadi). Po završetku lige šest najbolje plasiranih momčadi se plasiralo u doigravanje za prvaka koje se igralo na ispadanje (četvrtzavršnica, poluzavršnica, završnica). Kriterij za prolazak četvrtzavršnice i poluzavršnice je bilo da pobjednička momčad prva ostvari dvije pobjede, dok u završnici pobjednička momčad treba ostvariti tri pobjede. 

## Sudionici
- Square - Dubrovnik
- Kijevo Jako Sport - Knin
- Novo Vrijeme Apfel - Makarska
- Murter - Murter
- Novi Marof Reflax - Novi Marof
- Osijek Kelme - Osijek
- Solin Veltins - Solin
- Vrgorac GTP - Vrgorac
- Alumnus - Zagreb
- Nacional - Zagreb
- Uspinjača - Zagreb

## Ljestvica i doigravanje za prvaka

### Ljestvica
| poz. | klub               | ut. | poz. | rem. | por. | gol+ | gol- | bod | doigravanje     |
| ---- | ------------------ | --- | ---- | ---- | ---- | ---- | ---- | --- | --------------- |
| 1.   | Nacional           | 20  | 11   | 6    | 3    | 64   | 34   | 39  | poluzavršnica   |
| 2.   | Alumnus            | 20  | 11   | 4    | 5    | 61   | 45   | 37  | poluzavršnica   |
| 3.   | Murter             | 20  | 11   | 3    | 6    | 75   | 61   | 36  | četvrtzavršnica |
| 4.   | Solin Veltins      | 20  | 11   | 2    | 7    | 65   | 51   | 35  | četvrtzavršnica |
| 5.   | Novo Vrijeme Apfel | 20  | 10   | 4    | 6    | 86   | 61   | 34  | četvrtzavršnica |
| 6.   | Osijek Kelme       | 20  | 8    | 3    | 9    | 51   | 56   | 27  | četvrtzavršnica |
| 7.   | Square             | 20  | 7    | 4    | 9    | 57   | 67   | 25  |                 |
| 8.   | Vrgorac GTP        | 20  | 7    | 2    | 11   | 54   | 68   | 23  |                 |
| 9.   | Uspinjača          | 20  | 5    | 4    | 11   | 54   | 67   | 19  |                 |
| 10.  | Novi Marof Reflax  | 20  | 5    | 4    | 11   | 65   | 90   | 19  |                 |
| 11.  | Kijevo Jako Sport  | 20  | 5    | 2    | 13   | 57   | 90   | 17  |                 |

### Doigravanje
| klub1                                         | pob-por         | klub2              | rezultati               |
| četvrtzavršnica                               | četvrtzavršnica | četvrtzavršnica    | četvrtzavršnica         |
| --------------------------------------------- | --------------- | ------------------ | ----------------------- |
| Solin Veltins                                 | 0-2             | Novo Vrijeme Apfel | 2:3, 3:8                |
| Murter                                        | 2-1             | Osijek Kelme       | 4:0, 1:3, 4:0           |
|                                               |                 |                    |                         |
| poluzavršnica                                 |                 |                    |                         |
| Nacional                                      | 1-2             | Novo Vrijeme Apfel | 2:1, 0:1, 2:3           |
| Alumnus                                       | 2-0             | Murter             | 5:2, 6:5                |
|                                               |                 |                    |                         |
| za prvaka                                     |                 |                    |                         |
| Alumnus                                       | 3-2             | Novo Vrijeme Apfel | 4:1, 2:5, 5:3, 2:9, 3:2 |
|                                               |                 |                    |                         |
| podebljan rezultat - domaća utakmica za klub1 |                 |                    |                         |

## Poveznice
- Druga hrvatska malonogometna liga 2013./14.
- Hrvatski malonogometni kup 2013./14.